# Meeker (Colorado)
Meeker is een plaats (town) in de Amerikaanse staat Colorado, en valt bestuurlijk gezien onder Rio Blanco County.

## Demografie
Bij de volkstelling in 2000 werd het aantal inwoners vastgesteld op 2242.
In 2006 is het aantal inwoners door het United States Census Bureau geschat op 2300, een stijging van 58 (2,6%).

## Geografie
Volgens het United States Census Bureau beslaat de plaats een oppervlakte van
7,5 km², geheel bestaande uit land. Meeker ligt op ongeveer 1902 m boven zeeniveau.

## Plaatsen in de nabije omgeving
De onderstaande figuur toont nabijgelegen plaatsen in een straal van 72 km rond Meeker.